# The Letter Black
The Letter Black, anteriormente conocido como "Breaking The Silence", es una banda de Rock & Heavy Metal, formada en Uniontown, Pensilvania en 2006.
La banda está conformada por Sarah Anthony (vocalista), Mark Anthony (guitarrista) y (vocalista secundario), William Fowler (baterista), Matt Beal (bajista) y Brandon Jordan (guitarrista rítmico).
La banda tiene una gran influencia de estilos musicales de Sevendust, Metallica, Pantera, Megadeth y Alanis Morissette.

## Historia

### Comienzos (2006 - 2008)
El proyecto de The Letter Black comenzó en una iglesia local de Pensilvania con Sarah y su marido Mark Anthony como un dúo bajo el nombre Breaking The Silence. Más tarde, cuando ellos firmaron un contrato con la disquera Tooth and Nail Records en 2006, le cambiaron el nombre de la banda a The Letter Black.
El grupo suele hacer 150 conciertos en el año, y ha compartido el escenario con bandas tales como Skillet, Decyfer Down, RED, y Hawk Nelson.
The Letter Black también fue la banda de apertura en el Awake and Alive Tour de Skillet en el 2010, además de ser la banda de apertura para Thousand Foot Krutch en su Welcome to the Masquerade Tour.
A finales de 2009, el guitarrista Terry Johnson dejó la banda poco tiempo antes del lanzamiento del disco de estudio "Hanging On By A Thread".

### Hanging On By A Thread (2009-2012)

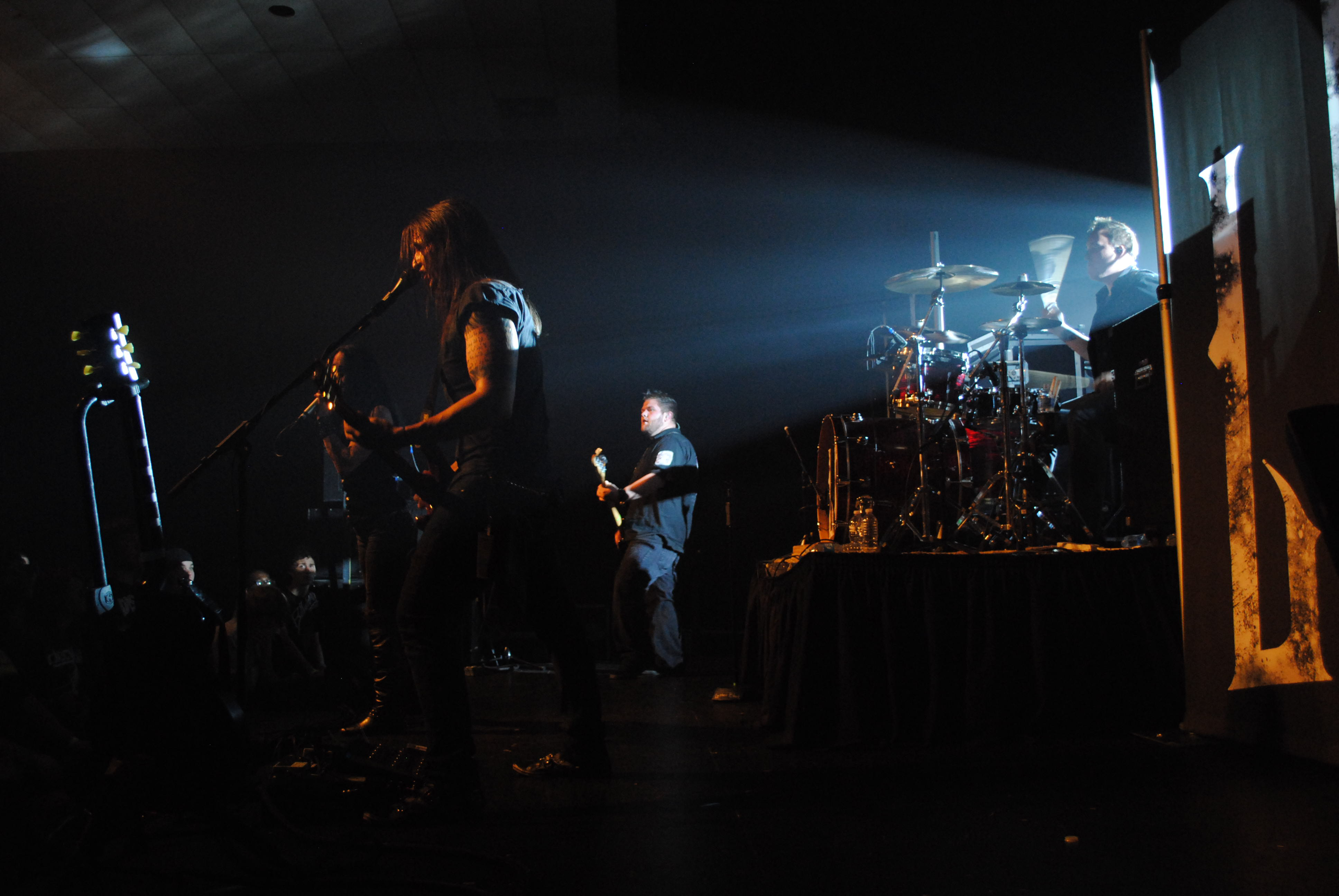
The Letter Black en Jacksonville, Florida.

El primer álbum de estudio de la banda, titulado Hanging on by a Thread fue lanzado "el 4 de mayo de 2010" por el sello discográfico Tooth and Nail Records, colocando a The Letter Black en el puesto número 9 en la sección de rock del sitio web musical iTunes ese mismo día.
El álbum recibió muy buena recepción por parte de la crítica musical.
La banda lanzó tres videos musicales del álbum: "Hanging On By A Thread", "Fire With Fire" y "Believe".

### Rebuild (2013)
A principios de 2013, se informó de la banda que deseaba grabar nuevo material para su tercer álbum de estudio, el cual meses más tarde fue bautizado como Rebuild, con sus sencillos: Sick Charade y Pain Killer, más un sencillo adicional The Only One (bonus track). El álbum fue inicialmente programado para ser lanzado el 23 de abril de 2013, sin embargo el 17 de abril, el álbum fue pospuesto porque la banda decidió escribir tres nuevas canciones para el álbum, finalmente el álbum fue lanzado "el 12 de noviembre de 2013", con un total de 11 canciones.

## Miembros
- Sarah Anthony – voz (2006 - presente)
- Mark Anthony – guitarra y voz secundaria (2006 - presente)
- Matt Beal – bajo (2006 - presente)
- William Fowler – batería (2020 - presente)
- Brandon Jordan – guitarra rítmica (2021 - presente)

### Antiguos miembros
- Terry Johnson – guitarrista rítmico (2006 - 2009)
- Mat Slagle – baterista (2009 - 2011)
- Justin Brown – baterista (2012 - 2017)

### Miembros de gira
- Ty Dietzler – guitarrista (2009)

## Discografía

### Álbumes completos
| Año  | Título                 | Sello                                     | Posición en lista | Posición en lista       | Ventas |
| Año  | Título                 | Sello                                     | US Billboard 200  | US Top Christian Albums | Ventas |
| ---- | ---------------------- | ----------------------------------------- | ----------------- | ----------------------- | ------ |
| 2007 | Stand                  | Independiente como (Breaking The Silence) |                   |                         |        |
| 2010 | Hanging on by a Thread | Tooth & Nail (TNN)                        | 183               | 10                      |        |
| 2013 | Rebuild                | Tooth and Nail Records                    |                   |                         |        |
| 2017 | Pain                   | EMP Label Group                           |                   |                         |        |
| 2021 | The Letter Black       | Rockfest Records                          |                   |                         |        |

### EP/miniálbumes
| Año  | Álbum |
| ---- | --- |
| 2009 | Breaking the Silence EP - Lanzamiento: 2009 - Sello: Tooth & Nail Records                                   |
| 2011 | Hanging on by a Thread Sessions, Vol. 1 - Lanzamiento: 22 de marzo de 2011 - Sello: Tooth and Nail Records  |
| 2011 | Hanging On By a Thread Sessions, Vol. 2 - Lanzamiento: 18 de agosto de 2011 - Sello: Tooth and Nail Records |

### Sencillos
| Año  | Título                | Posición en lista | Álbum |
| ---- | --------------------- | ----------------- | ----- |
| 2013 | Sick Charade          | —                 |       |
| 2013 | The Only One          | 45                |       |
| 2013 | Pain Killer           | —                 |       |
| 2017 | Last Day That I Cared |                   |       |
| 2021 | Rise                  |                   |       |
| 2021 | Born For This         |                   |       |

### Videoclips
| Año  | Título                   | Álbum                  |
| ---- | ------------------------ | ---------------------- |
| 2010 | 'Hanging On By A Thread' | Hanging on by a Thread |
| 2010 | 'Fire With Fire'         | Hanging on by a Thread |
| 2010 | 'Believe'                | Hanging on by a Thread |
| 2013 | 'The Only One'           |                        |
| 2013 | 'Pain Killer'            | Rebuild                |
| 2013 | 'Up From The Ashes'      | Rebuild                |
| 2021 | 'Born For This'          | The Letter Black       |